# Thando Thabethe
Thando Thabethe (Johannesburgo, 18 de junio de 1990) es una actriz, locutora y presentadora de televisión sudafricana.

## Biografía
Además de su carrera como actriz y locutora, Thabethe se ha desempeñado como presentadora, conduciendo el programa del canal TLC Thando Bares All. Inició su carrera en 2008 en la serie de televisión My Perfect Family en sus tres temporadas. Interpretó el papel de Nolwazi Buzo en la telenovela sudafricana Generations: The Legacy entre 2014 y 2017. Sus créditos cinematográficos incluyen producciones como Mrs. Right Guy de 2016 y Love Lives Here de 2019. Ese mismo año fue nominada en la categoría de mejor presentador por su desempeño en el programa Thando Bares All.

## Filmografía

### Cine
| Año  | Título          | Papel          | Notas             |
| ---- | --------------- | -------------- | ----------------- |
| 2019 | Love Lives Here | Zinhle Malinga | Papel protagónico |
| 2016 | Mrs. Right Guy  | Anna           | Papel de reparto  |

### Televisión
| Año       | Película                | Papel        |
| --------- | ----------------------- | ------------ |
| 2008-2010 | My Perfect Family       | Thando Nkosi |
| 2010      | Single Guys             | Evette       |
| 2010      | Intersexions            | Lulu         |
| 2013      | Kowethu                 | Sazi         |
| 2014      | Mzansi Love             | Josephine    |
| 2014-2017 | Generations: The Legacy | Nolwazi Buzo |
| 2018      | Thando Bares All        | Ella misma   |
| 2018      | Housekeepers            | Linda        |